# مایکل یورک
مایکل یورک (به انگلیسی: Michael York) (زاده ۱۰ فوریه ۱۹۴۲) بازیگر انگلیسی است. از فیلم‌های معروف او می‌توان به فیلم آستین پاورز اشاره کرد.

## فیلم‌شناسی
- آستین پاورز: مرد بین‌المللی رمز و راز
- آستین پاورز در عضو طلایی
- قتل در قطار سریع‌السیر شرق
- بانوی تفنگدار
- صلیب و آسیاب
- جزیره دکتر مورو
- چهار تفنگدار
- بازگشت سه تفنگدار
- رام کردن زن سرکش
- زنان واقعی
- شبح مرگ
- به اشتباه متهم شد
- موفقیت بهترین انتقام است
- راز صحرا